# 蓋爾塔爾尼波利尼克峰
46°37′39″N 12°58′55″E / 46.6275°N 12.98194°E
蓋爾塔爾尼波利尼克峰（德語：Gailtaler Polinik），是奧地利的山峰，位於該國南部，由克恩頓州負責管轄，屬於卡爾尼克阿爾卑斯山脈的一部分，海拔高度2,332米。